# Mine du Nador N'Baïls
La mine de Hammam N'Baïls, connue des romains dans l'Antiquité, située dans la wilaya de Guelma, près de Bouchegouf, à 23 km au sud-est de Guelma, est l'un des plus importants gisements de métaux non ferreux d'Algérie, le village de Hammam N'bails bâti sur l'ancienne ville « Mèdinos »  en 533 le roi vandale y refuge qui fut âprement disputé pendant la guerre d'Algérie.

## Histoire
La mine du Nador N'Baïls a été creusée au beau milieu du Djebel Nador,l'ancien mont Pappua ou le roi vandal Gélimer y refugia, en 533 à 534 apr. J.-C dans l'antique ville de Mèdinos, l'actuel village de Hammam N'bails dans un massif montagneux qui s'enfonce au sud de Guelma et culmine à 1 108 mètres d'altitude, au sommet éponyme.
La composition géologique du Djebel Nador est étudiée lors de la forte croissance économique mondiale des années 1850. À une faible distance de la mine, la source thermale et son village d'Hammam N'Bail, autour de laquelle se voient encore des vestiges de l'occupation romaine, est très estimée pour ses vertus curatives. La mine contient des minerais de zinc de plomb et d'antimoine, les deux premiers gisements étant en fin de vie. Elle fera l'objet plus tard, dans les années 1990, de recherche de minerai de fer. Au XIXe siècle, le minerai de zinc subissait une calcination sur place avant d'être transporté par charrettes sur 15 kilomètres, jusqu'à la voie ferrée construite en 1865. Traversant les gorges du Nador, le chemin de fer reliait Guelma au port d'Annaba, (Bône au temps de la colonisation). Le minerai était ensuite expédié en Belgique via Cette ou Anvers, vers la fonderie d'Hollogne-aux-Pierres, qui fournissait dès 1872 la totalité du "blanc de zinc" de la Société des Mines et Fonderies de Zinc de la Vieille-Montagne puis a constitué en 1912, avec près de 40 000 tonnes, le premier producteur mondial de zinc.
La mine fut ensuite exploitée au XXe siècle par la Compagnie des mines de La Lucette, spécialisée dans l'antimoine, qui exploitait principalement celle d'Aïn Kerma, mais a souhaité trouver un relais de croissance lorsque celle-ci a commencé à s'épuiser progressivement. La mine du Nador N'Baïls monte à son tour en puissance, avec une production deux fois plus massive celle d'Aïn Kerma, même si elle est d'une teneur environ trois fois moins élevée. Alors qu'elle produisait, au début, du zinc, la mine du Nador N'Baïls devient peu à peu le principal fournisseur d'antimoine d'Algérie, avec 6 000 tonnes par an, soit l'équivalent de la consommation totale française et toujours 5 517 tonnes en 1956, année où le conseil d'administration examine une proposition de fondre l'antimoine sur place, plutôt que l'acheminer par camions, trains et bateaux vers la fonderie de Laval, via le port d'Annaba.
La mine du Nador N'Baïls est aux débuts de la guerre d'Algérie la cible de l'Armée de libération nationale, qui cherchent des explosifs de mine. Son directeur prévient les autorités et obtient des fusils, qu'il distribue aux cinq familles d'européens vivant autour. Malgré cela, la mine est pillée, dans la nuit du 7 au 8 novembre 1954 par un commando, provoquant l'arrivée immédiate de blindés français, qui fouillent le secteur. La région de Souk Ahras connaît alors des embuscades tout autour de Sakiet Sidi Youssef. Celle-ci est placée, une semaine plus tard, sous la protection d'un détachement de chasseurs alpins l'armée française, qui y restera huit ans, jusqu'en 1962. Les ouvriers habitent pour la plupart loin de la mine et dispersés, ce qui permet au FLN d'exercer des menaces sur eux, mais la plupart ne participent pas à la grève de 1958. En 1959, avec l'autre principal gisement algérien de la compagnie, celui d'Aïn Kerma, elle produit 8 200 tonnes par an, malgré la guerre d'Algérie.
Les 2 et 3 mai 1958, la mine, où se sont retranchés des combattants algériens, est le théâtre de combats très violents menés par les parachutistes, à partir d'une haie électrifiée et de onze compagnies héliportées, dans le cadre de la "Bataille de Souk-Ahras". Elle est un peu plus tard le lieu d'actes d'insoumission partielle ou de grève d'appelés français du contingent, les soldats ne s'étant pas levés, ou avec deux heures de retard et faisant capoter toute tentative d'utiliser la torture contre les populations algériennes.
Après les Accords d'Évian de 1962, ce fut la seule mine d'antimoine encore exploitée, grâce à la ligne de chemin de fer reliant Guelma au port Annaba. Sa production a cependant chuté à 640 tonnes d'antimoine en 1962 puis plus rien en 1963, contre 2 224 tonnes en 1961, avant de remonter à 1 380 tonnes en 1968. Elle fournissait 100 % de la production d'antimoine algérien en 1970.